# Nationaalkatholicisme

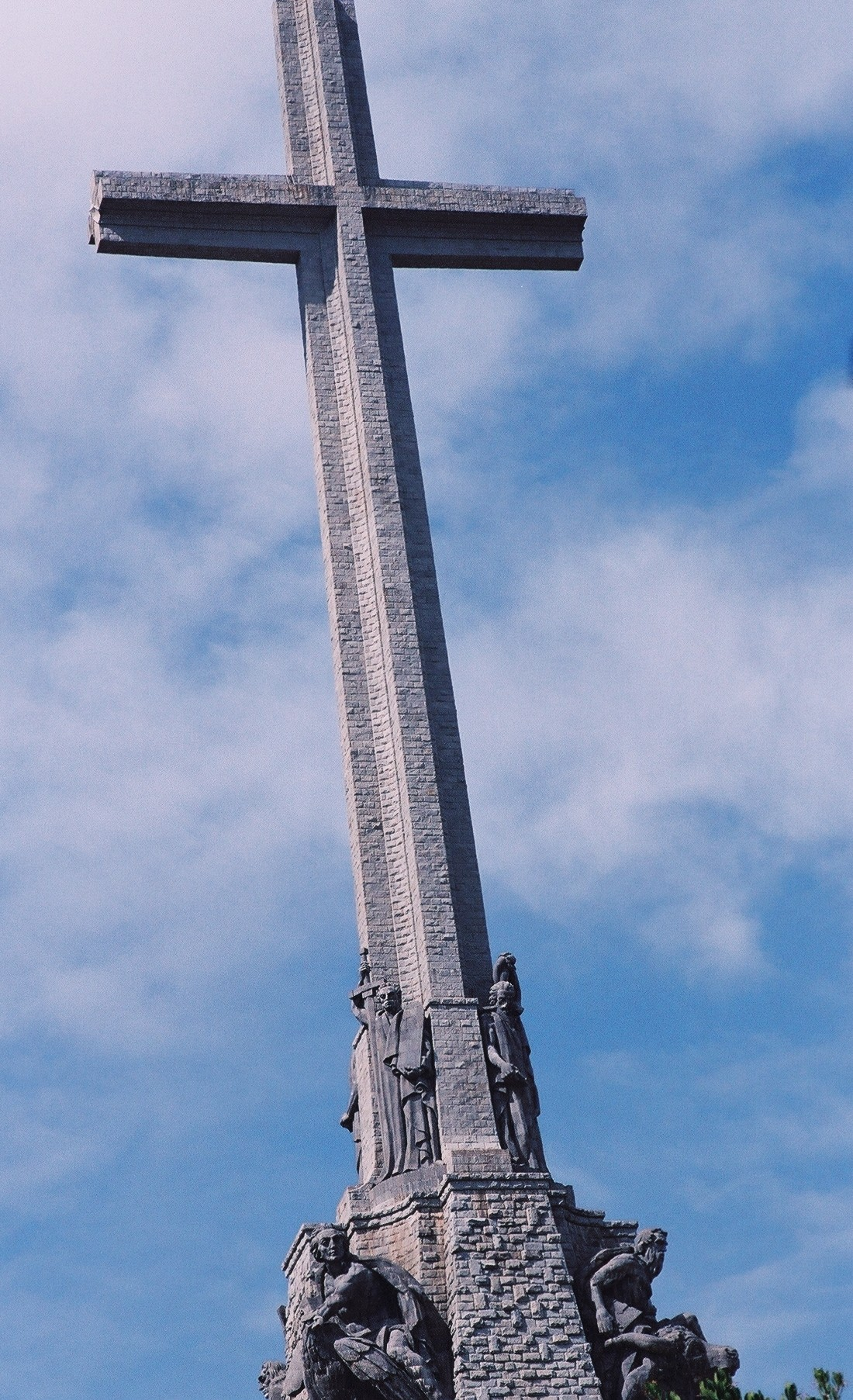
Het kruis in de Vallei van de Gevallenen boven het graf van Franco

Nationaalkatholicisme (Castiliaans: Nacionalcatolicismo, Catalaans: Nacionalcatolicisme) is de benaming voor de katholieke staatsgodsdienst die door de dictator Francisco Franco aan heel de Spaanse Staat opgelegd werd na de Spaanse Burgeroorlog (1936-1939).
Het nationaalkatholicisme was de synthese van de unitaristische nationalistische ideologie van één volk, één taal, één godsdienst, één leider. Het regelde het leven tot in de kleinste details, van de wieg tot het graf. De term is afkomstig uit het werk van José Maria González Creer es comprometerse.

## Oorsprong
De uitdrukking hangt samen met de gewelddadige aanpak binnen de franquistische dictatuur die theoretisch qua ideologie haaks staat op het nationaalsocialisme en het communisme, maar in methodologie en organisatie veel gemeenschappelijks ermee heeft: de brutale executie van tegenstrevers, lange straffen in zeer barre gevangeniskampen, censuur in naam van een christelijk-nationale ideologie met meer dan 200.000 doden, het ontvoeren door artsen en nonnen van geschat 300.000 kinderen  van ongelovigen en republikeinen bij de geboorte die aan gelovige families ter adoptie aangeboden werden, staatscontrole op de media, verbod voor alle niet confessionele organisaties. De medeplichtigheid van de katholieke kerk aan het dictatoriale regime was groot. In de periode van de koude oorlog werd het nationaalkatholicisme gezien als een nuttige verdedigingswal tegen het communisme.
De spanning tussen kerk en staat was begonnen met de eerste onteigeningen tegen het einde de 19de eeuw. Sedert de Eerste Spaanse Republiek was de Spaanse bevolking zeer gepolariseerd geraakt tussen een atheïstische republikeinse stroming en een conservatieve ultramontaanse groep. Het conflict bleef escaleren en de vijandelijkheid tussen de twee kampen nam extreme vormen aan. Aan de republikeinse kant werden priesters vermoord en kerken in brand gestoken en aan de nationalistische kant werden intellectuelen en ongelovigen geëxecuteerd en hun kinderen aan kinderloze katholieke echtparen geschonken.
Al tijdens de Burgeroorlog had de katholieke Kerk ondubbelzinnig de kant van Franco's opstandelingenleger gekozen. Daarmee wilde ze de privileges die ze tijdens de Tweede Spaanse Republiek verloren had terugwinnen. Het zeer agressieve antiklerikale geweld van de republikeinen liet haar ook nauwelijks een andere keuze. In 1937 ondertekenden alle Spaanse bisschoppen op twee na een herderlijk schrijven gericht aan alle bisschoppen ter wereld, waarin ze de oorlog van de nationalistische troepen tegen de republikeinen als een rechtvaardige kruistocht beschreven. Door zijn staatsgreep, zo heette het, had Franco de hispanidad, de westelijke beschaving en de katholieke godsdienst gered. Deze redding werd een van de stichtingsmythes en de ideologie van het franquistische regime dat zichzelf zag als een vaste burcht tegen de ondergang van de beschaving. De katholieke kerk, vertegenwoordigd door de pausen Pius XI (1922-1939) en Pius XII (1939-1958), die in vele delen van Europa invloed en leden verloor door de toenemende secularisatie vond in Franco een welgekomen bondgenoot.

## Por el Imperio hacia Dios (Door het Keizerrijk naar God)
Een van de eerste acties na de Spaanse Burgeroorlog (1936-1939) en de staatsgreep door militair dictator Franco was de oprichting van de Bijzondere rechtbank voor de repressie van de vrijmetselarij en het communisme die tot zijn opheffing in 1964 meer dan 60.000 processen gevoerd heeft, het merendeel tegen vrijmetselaars, wegens hun atheïsme en materialisme, in de ogen van Franco, de bron van de ondergang van het Spaanse Rijk. Uit pragmatische overwegingen nam Franco na de Tweede Wereldoorlog in woorden afstand van de fascistische retoriek en stapte over op wat Hugh Trevor-Roper klerikaal fascisme noemde. Franco sluit in 1953 een concordaat met het Vaticaan dat aan de kerk een uiterst voordelige positie biedt: het katholicisme wordt staatsgodsdienst en andere overtuigingen mogen enkel strikt privé beleden worden, het kerkelijke huwelijk is het enige geldige en de kerk krijgt een monopolie in het onderwijs en belangrijke fiscale privileges. Franco van zijn kant krijgt inspraak bij de benoeming van bisschoppen en mag op de munten de tekst Caudillo d'España por la Gracia de Dios (Leider van Spanje bij Gratie Gods) voeren. In het lerarenkorps volgden grote zuiveringen. Overal in het land kwamen triomfalistische monumenten, zoals de kathedraal en het nationale monument in de Vallei van de Gevallenen,  de basiliek van Macarena (Sevilla) en het monument ter ere van het Heilig Hart in San Juan de Aznalfarache. Katholieke organisaties die het regime ondersteunen zoals Opus Dei en de Banco Popular Español kennen een groot economisch succes.

## Het dagelijkse leven
Het openbare leven krijgt al of niet met de goedkeuring van de betrokken bevolking een katholieke kleur. Duizenden kinderen en jongeren die tijdens de Tweede Spaanse Republiek niet gedoopt waren, werden op oudere leeftijd aan dit ritueel onderworpen, omdat een doopceel een onmisbaar document was voor alle mogelijke administratieve stappen. Het burgerlijke huwelijk en de echtscheiding worden afgeschaft, het wordt voor gehuwde vrouwen verboden een bezoldigde baan uit te oefenen. In de jaren 1950 kent het land meer dan duizend priesterroepingen per jaar, een absoluut record. Terwijl het leger zich bezighoudt met de politieke censuur, krijgt de katholieke kerk veel macht in de morele censuur en kan ongewenste boeken en in toenemende mate films op de Index librorum prohibitorum plaatsen. Er ontstaat een ogenschijnlijk kuise, puriteinse godsvruchtige samenleving, maar onder de schijn van heiligheid broeit veel dat niet met het ideale beeld overeenkomt.
De muren rond de streng gesloten samenleving beginnen af te brokkelen in het midden van de jaren 1950, wanneer het land uit economische noodzaak zich voor het buitenland moest openstellen. Dat begon met de akkoorden met de Verenigde Staten in 1953. Met de buitenlandse waren en zakenreizigers komen ook nieuwe ideeën het land binnen. Spaanse dagjesmensen op zoek naar de verboden vruchten worden vanaf de jaren 1960 een geliefd cliënteel in de bioscopen en boekenwinkels van de Franse grensstadjes aan de overkant van de Pyreneeën.

## L'aggiornamento
Vanaf de jaren 1960 nam de afstand tussen grote delen van de kerk en het regime toe. Toen Franco weigerde af te zien van zijn concordatair recht bisschoppen voor te stellen, benoemde de kerk alleen nog vicarissen en bleef de officiële zetel onbezet. Buiten Castilië koos de kerk steeds vaker de kant van de lokale bevolking. Dit sluimerende conflict kwam tot een hoogtepunt toen de aartsbisschop van Bilbao in 1974 openlijk pleitte voor het recht van de Basken op hun eigen taal en cultuur. Ook het Klooster van Montserrat bleef een belangrijk oord van verzet. Ondanks het verbod, werden de erediensten er in het Catalaans uitgevoerd. Het loflied op de Moeder Gods van Montserrat verving gedurende de Franco-tijd het verboden volkslied Els Segadors.
Na het Tweede Vaticaans Concilie kwam dit proces in een hogere versnelling. Het aantal dissidente priesters en de bevolking van de speciale gevangenis voor priesters in Zamora neemt zienderogen toe. Ondanks alle inspanningen nam het aantal misgangers en priesterroepingen jaar na jaar af. De ideeën van de bevrijdingstheologie en een basischristendom waren niet buiten te houden. Het werd steeds moeilijker voor de censuur en voor de publicaties uit Latijns-Amerika was er geen taalbarrière. Het is het begin van een polarisatieproces tussen regimegetrouwe conservatieve gelovigen en priesters en een vooruitstrevende vleugel die naar democratie streefde. Na het studentenprotest tijdens de Caputxinada (9-11 maart 1966) in het Kapucijnenklooster van Sarrià werd het regime geconfronteerd met een nooit geziene betoging van dissidente geestelijken op 11 mei van hetzelfde jaar.
Enige ultramontanen verenigden zich tot de gewapende guerrilleros de Cristo Rey (guerrillastrijders voor Christus Koning) en organiseerden in de jaren 1975-76 razzia's tegen boekhandels die verboden boeken verkochten. Ze zijn bekend  geworden door een terroristische aanslag in Montejurra (1976) waarbij doden vielen.

## 1978: een nieuwe grondwet, scheiding van kerk en staat
In 1978 tekende de Spaanse staat een nieuw concordaat met het Vaticaan, nog voor de nieuwe democratische grondwet goedgekeurd was, en de geldigheid ervan blijft een politiek twistpunt. Het concordaat spreekt van een "bijzondere relatie", vooral op het vlak van onderwijs en opvoeding. De staat blijft de salarissen van de clerus op zich nemen. De scholen worden verplicht godsdienstles te organiseren, maar de leerlingen krijgen het recht daaraan niet deel te nemen.
De nieuwe Spaanse grondwet kiest uitdrukkelijk voor een niet confessionele administratie met een duidelijke scheiding van kerk en staat. Artikel 16.2 en 16.3 luiden: 
- “16.2 Niemand mag verplicht worden zijn overtuiging, religie of geloof kenbaar te maken.“
- “16.3: Geen enkele levensbeschouwing zal een officieel karakter hebben. De openbare macht zal rekening houden met de religieuze overtuiging van de Spaanse maatschappij en zal de daaruit voortvloeiende relatie van samenwerking met de katholieke Kerk en de andere levensbeschouwingen in stand houden.”[17]

De nieuwe grondwet kreeg vooral van conservatieve kant veel kritiek wegens de "afwezigheid" van God. Terwijl het Spaanse episcopaat in 1978 terughoudend bleef en geen advies gaf over de houding van de katholieken bij het referendum, om geen oude wonden open te rijten en de pacificatie in de overgang naar de democratie mogelijk te maken, kregen de aartsbisschoppen van Madrid en Sevilla van Paus Johannes Paulus II een zware vermaning: “U heeft ingestemd met een atheïstische grondwet in Spanje.”
Ofschoon de hedendaagse Kerk in Spanje katholieken van diverse strekkingen verenigt, ontwikkelt het Spaanse episcopaat zich vooral tot een drukkingsgroep tegen wetswijzigingen die de vrijheid van de burgers in hun privéleven en vooral in hun seksuele leven vergroten, maar niet conform de katholieke regels zijn: echtscheiding, abortus, homohuwelijk, transseksualiteit, anticonceptie… Bij een jaarlijkse mega-manifestatie Vóór de Christelijke Familie sedert 2005 krijgt ze de steun van de Partido Popular maar het blijft weinig waarschijnlijk dat ze zoals in franquistische tijden, haar maatschappelijke concept aan heel de bevolking zal kunnen opdringen. In verband met het homohuwelijk, bijvoorbeeld, zit de Partido Popular gekneld tussen enerzijds de oudere conservatieve vleugel die tegen zijn en anderzijds haar jongerenafdeling waarvan 70%  (en 54% van de praktiserende katholieke jongeren) voor zijn. Een poging in 2014 om de Spaanse bestaande abortuswet, waarbij de vrouw het laatste woord heeft, terug te draaien naar een bijna absoluut verbod, een verkiezingsbelofte van de rechtse Partido Popular aan de ultramontaanse vleugel van de partij, is bij gebrek aan consensus op een fiasco uitgelopen en heeft uiteindelijk tot het ontslag van de minister van Justitie, Alberto Ruiz-Gallardón Jiménez geleid.
Binnen de huidige grondwet is de persoonlijke vrijheid gewaarborgd en is een nationaal-katholieke organisatie van de staat juridisch onmogelijk geworden.